# Gorizia Calcio 1984-1985
Questa voce raccoglie le informazioni riguardanti  il Gorizia Calcio nelle competizioni ufficiali della stagione 1984-1985.

## Rosa
| N. |                   | Ruolo | Calciatore        |
| -- | ----------------- | ----- | ----------------- |
| -  | Italia (bandiera) | P     | Fabio Attruia     |
| -  | Italia (bandiera) | C     | Davide Bernardel  |
| -  | Italia (bandiera) | C     | Italo Bertolucci  |
| -  | Italia (bandiera) | D     | Alberto Bollis    |
| -  | Italia (bandiera) |       | Bolzon            |
| -  | Italia (bandiera) | P     | Pierpaolo Bonetti |
| -  | Italia (bandiera) | C     | Giovanni Calvani  |
| -  | Italia (bandiera) |       | Candoni           |
| -  | Italia (bandiera) | C     | Andrea Cecotti    |
| -  | Italia (bandiera) | A     | Claudio Ciani     |
| -  | Italia (bandiera) | D     | Edoardo Da Dalt   |
| -  | Italia (bandiera) | C     | Gianni Dreolini   |
| -  | Italia (bandiera) |       | Fierro            |

| N. |                   | Ruolo | Calciatore          |
| -- | ----------------- | ----- | ------------------- |
| -  | Italia (bandiera) | A     | Roberto Giacometti  |
| -  | Italia (bandiera) | D     | Claudio Grazzolo    |
| -  | Italia (bandiera) | D     | Fabio Grillo        |
| -  | Italia (bandiera) | C     | Roberto Modonutti   |
| -  | Italia (bandiera) | A     | Vittorio Muiesan    |
| -  | Italia (bandiera) |       | Patatti             |
| -  | Italia (bandiera) | C     | Denis Pignattone    |
| -  | Italia (bandiera) | C     | Maurizio Righini    |
| -  | Italia (bandiera) | P     | Giovanni Rizzetto   |
| -  | Italia (bandiera) |       | Tassotti            |
| -  | Italia (bandiera) | D     | Aurelio Zamaparutti |
| -  | Italia (bandiera) | D     | Manlio Zanini       |